# Dignity (албум)
Dignity је трећи студијски албум америчке певачице Хилари Даф. За разлику од претходна 2 албума на којима преовлађује поп-рок звук, на овом је заступљен денс-поп и електро-поп звук. Дебитовао је на четвртом месту Америчке Билборд 200 листе. Албум је продат у преко 1.000.000 копија. Са албума се могу издвојити синглови Play With Fire, With Love и Stranger. Занимљиво је да први сингл није доживео велики успех, али га је други сингл оправдао. На овом албуму Хиларино име се налази и као композитор и текстописац. Све песме осим Outside Of You је сама написала. Након објаве овог албума кренула је на Dignity Tour 2007. године, која је настављена 2008. године.

## Списак песама
| #   | Назив | Трајање |
| --- | ----- | ------- |
| 1.  |       | 04:10   |
| 2.  |       | 03:13   |
| 3.  |       | 03:03   |
| 4.  |       | 03:31   |
| 5.  |       | 03:14   |
| 6.  |       | 03:13   |
| 7.  |       | 04:17   |
| 8.  |       | 03:05   |
| 9.  |       | 03:10   |
| 10. |       | 03:28   |
| 11. |       | 03:21   |
| 12. |       | 04:03   |
| 13. |       | 03:51   |
| 14. |       | 03:00   |

Deluxe издање и аустралијско Deluxe Tour издање
- Обухвата свих 14 песама
- Обухвата и ДВД који садржи:

| #   | Назив |
| --- | ----- |
| 1.  |       |
| 2.  |       |
| 3.  |       |
| 4.  |       |
| 5.  |       |
| 6.  |       |
| 7.  |       |
| 8.  |       |
| 9.  |       |
| 10. |       |

Вал-Мартово издање
- Обухвата свих 14 песама
- Обухвата и 5 ремикса:

| #  | Назив | Трајање |
| -- | ----- | ------- |
| 1. |       | 06:00   |
| 2. |       | 03:12   |
| 3. |       | 03:43   |
| 4. |       | 03:17   |
| 5. |       | 03:44   |

Таргет издање
- Обухвата свих 14 песама
- Шанса да се раније набаве 4 карте за турнеју
- Додатан мини-постер са аутограмом

Јапанско издање
- Обухвата свих 14 песама
- Различит омот
- Обухвата и један ремикс

| #  | Назив | Трајање |
| -- | ----- | ------- |
| 1. |       | 03:58   |

Јапанско deluxe издање
- Обухвата свих 14 песама
- Различит омот
- Обухвата и ДВД који садржи све што и ДВД америчког издања и још видео
- (који се разликује од осталих издања)
- Обухвата и један ремикс

| #  | Назив | Трајање |
| -- | ----- | ------- |
| 1. |       | 03:58   |

Азијско издање
- Обухвата свих 14 песама
- Различит омот
- Обухвата још једну песму

| #  | Назив | Трајање |
| -- | ----- | ------- |
| 1. |       | 03:13   |